# 祝志澄
祝志澄（1906年—1968年），男，上海人，中国出版家，曾任中央文化部出版事业管理局任副局长，第二、三、四届全国政协委员。